# Кременецька районна державна адміністрація
Кременецька районна державна адміністрація — орган виконавчої влади у Кременецькому районі Тернопільської области. Адміністративний центр — м. Кременець.
У зв'язку з широкомасштабним вторгненням Росії 24 лютого 2022 року набула статусу військової адміністрації.

## Структурні підрозділи
- Апарат Кременецької районної державної адміністрації
  - Загальний відділ
  - Відділ організаційної та інформаційної роботи
  - Відділ управління персоналом
  - Сектор взаємодії з правоохоронними органами, оборонної та мобілізаційної роботи
  - Відділ ведення Державного реєстру виборців
  - Відділ фінансово-господарського забезпечення
- Фінансове управління
- Відділ охорони здоров’я
- Відділ містобудування та архітектури
- Архівний відділ
- Служба у справах дітей
- Відділ у справах сім'ї, молоді, фізичної культури та спорту
- Управління соціального захисту населення
- Відділ культури, туризму, національностей та релігій
- Відділ освіти
- Відділ агропромислового розвитку
- Управління економічного розвитку
- Відділ надання адміністративних послуг
- Відділ державної реєстрації

## Особи

### Очільники
Представники Президента України:
| №  | Прізвище, ім'я, по батькові | Термін повноважень |
| -- | --------------------------- | ------------------ |
| 1. |                             |                    |

Голови райдержадміністрації:
| №  | Прізвище, ім'я, по батькові   | Термін повноважень              |
| -- | ----------------------------- | ------------------------------- |
| 1. | Юрій Романович Фецович        | ? — 22 березня 2014             |
| 2. | Віталій Андрійович Ткачук     | 23 травня 2014 — 21 квітня 2015 |
| 3. | Сергій Ростиславович Сімчук   | 28 квітня 2015 — 23 червня 2017 |
| 4. | Козубський Володимир Петрович | 26 лютого 2018 — 11 липня 2019  |
| 5. | Ясіновський Василь Андрійович | 26 травня 2020 — 12 лютого 2021 |
| 6. | Кудлак Віталій Ярославович    | від 12 лютого 2021              |

### Заступники
- Володимир Козубський — перший заступник,
- Вячеслав Онишкевич — заступник,
- Світлана Федишена — керівник апарату